# Stesichoros
Stesichoros var en forngrekisk lyrisk skald från Himera på Sicilien som levde omkring 600 f. Kr. Han lär ursprungligen ha hetat Tisias, men erhållit namnet Stesichoros (köruppställaren) med anledning av sin konst att ordna och öva sjungande och dansande körer. Det sägs att han fulländade det antistrofiska kompositionssättet genom att införa epod och var för övrigt uppskattad som en bland de förnämsta lyriska skalderna. Hans dikter, som var samlade i 26 böcker och fragmentvis finns bevarade, syns främst ha behandlat mytiska ämnen.